# 第1步兵師 (德國國防軍)
第1步兵師（德語：1.Infanterie-Division）是納粹德國、國家防衛軍的一個步兵師，曾參與過第二次世界大戰。